# Zhang Hongjun
Zhang Hongjun (* 18. Oktober 1982) ist ein ehemaliger chinesischer Biathlet und Skilangläufer.
Bei den Winterasienspielen 2003 in Aomori gewann Zhang Hongjun mit Qiu Lianhai, Zhang Qing und Wang Xin hinter den Staffeln aus Japan und Südkorea die Bronzemedaille. Im Sprint belegte er den 14., im Verfolgungsrennen den 13. Platz. Silvester 2005 nahm er in Changchun erstmals an einem Rennen des Skilanglauf-Far-East-Cups teil und belegte dort einen 20. Platz in einem Freistil-Sprint. Bis 2007 folgten weitere Einsätze. Letztes Rennen wurde der erstmalige Einsatz im Skilanglauf-Weltcup im Februar 2007 in Changchun, wo er über 15 Kilometer Freistil 37. wurde.